# Czechowice-Dziedzice
Czechowice-Dziedzice ([t͡ʂɛxɔˈvit͡sɛ d͡ʑɛˈd͡ʑit͡sɛ] lyssna (fil); tyska: Czechowitz-Dzieditz; schlesiska: Czechowice-Dźydźice) är en stad i Schlesiens vojvodskap i södra Polen. Staden hade 35 631 invånare (2016).